# Angles antisupplémentaires

Angle supplémentaire et antisupplémentaire d'un angle α

Deux angles antisupplémentaires sont deux angles dont la différence est l’angle plat soit une différence de 180° ou π. Leurs cosinus et sinus sont deux à deux opposés.

## Formules
sin(π + α)= -sin α
cos(π + α)= -cos α
tan(π + α)= tg α
cotan (π + α)= cotan α